# 沈光渭
沈光渭，字石偶，永定人，清朝政治人物。同進士出身。
雍正十一年（1733年），登進士，授靈石縣知縣。